# Portuguesa
Lo Stato di Portuguesa è uno degli Stati del Venezuela. È situato nella parte occidentale del paese e confina a nord con gli Stati di Lara e Trujillo, a sud con il Barinas, a est con lo Stato di Cojedes e a ovest con gli Stati di Barinas e Trujillo.
Lo Stato è situato per gran parte nelle pianure occidentali, il 70% del territorio è pianeggiante mentre il restante 30% fa parte della zona di transizione verso la Cordigliera delle Ande e raggiunge i 1200 m s.l.m. di altitudine.
Lo Stato è solcato da molti fiumi, alcuni dei quali navigabili e ampiamente utilizzati prima della creazione dell'attuale rete stradale.

## Origini del nome
Il nome dello stato proviene dal fiume Portoguesa, che attraversa l'entità. Una leggenda racconta che il fiume ottenne questo nome perché una donna portoghese si bagnò nelle sue acque.

## Comuni e capoluoghi
1. Agua Blanca (Agua Blanca),
2. Araure (Araure),
3. Esteller (Píritu),
4. Guanare (Guanare),
5. Guanarito (Guanarito),
6. Monseñor José Vicente de Unda (Paraíso de Chabasquén),
7. Ospino (Ospino),
8. Páez (Acarigua),
9. Papelón (Papelon),
10. San Genaro de Boconoito (Boconoito),
11. San Rafael de Onoto (San Rafael de Onoto),
12. Santa Rosalía (El Playon),
13. Sucre (Biscucuy),
14. Turén (Villa Bruzual).